# 文来中学安徽女教师事件
国妇婴医院就诊事件是指2015年9月上海市文来中学初中部的一名女教师在上海市国妇婴医院与医生发生纠纷而被媒体关注的事件。2016年10月，原籍安徽的缪娴欲申请落户上海，此举引发了广泛争议，“医闹伤人的女教师要落户”遭到许多上海市民抵制；最终经过广泛查证，缪娴并不符合落户条件，“自愿”撤销了落户上海的申请，但2018年缪娴依舊獲得“上海市中小学教师高级教师专业技术职务任职资格”，遭到部分網友非議。

## 背景
事件主角缪娴是一名的安徽籍女教师，曾任职于上海市闵行区七宝中学。2015年9月，因为口角而在医院与医生发生纠纷，双方均有不同程度受伤，其中，医生鼻梁骨骨折，引起上海网民和社会的高度关注。。

## 经过
2016年10月，有市民发现，上海市人保局网站公示了《上海市居住证》人员申办本市常住户口名单中第507名申办人员，正是原七宝中学的缪某。不少市民指出，这个“缪某”就是去年医闹国妇婴并将当班医生打伤致残的“缪娴”。另一方面，不仅上海市民对此不满，众多医务人员对此也表达抗议，医生和护士们认为：这样的没有道德底线的人没有资格落户大城市，要求相关部门停止缪娴的入沪申请。
另一方面，根据网民查证，缪娴曾经在2014年在江苏省有长期居住的记录，因此，她并不符合上海落户条件中“连续缴纳社保满七年”的标准。
事件发生后，上海市人社部门回应称：将对当事人缪娴的相关情况进行复核。2016年11月4日，上海市人力资源和社会保障局发布消息回应称，当事人已提出“因个人原因，自愿撤销”落户申请的书面报告，因为当事人缪娴已不再申请落户，上海人保局已终止相关复核程序。

## 評論
经济学家李铁认为：在中国，开放程度越高、外来人口越多的城市，也是最具活力的城市；而上海市作为中国最富裕的省级行政区之一，外来人口比例很高甚至比例上成为了主体，开放程度是相当高的。有分析指上海对于不文明行为的把控尺度不够严格，标准笼统，因此需要对外来人口入沪进一步细化标准，增加考核项，探索“入沪观察期”制度，对于不尊重上海城市精神和上海文化的行为，应考虑一票否决。